# بخش مرکزی شهرستان خمین
بخش مرکزی شهرستان خمین یکی از دو بخش شهرستان خمین و محلات در استان تهران ایران است.

## تقسیمات کشوری
- دهستانهای بخش مرکزی شهرستان خمین:
  - دهستان آشناخور
  - دهستان حمزه لو
  - دهستان رستاق
  - دهستان صالحان
  - دهستان گله‌زن
- نقطه شهری: خمین

## جمعیت
بنابر سرشماری مرکز آمار ایران، جمعیت بخش مرکزی شهرستان خمین در سال ۱۳۸۵ برابر با ۹۵۳۰۱ نفر بوده است.